# José María Moncada
José María Moncada Tapia (San Rafael del Sur, 8 de diciembre de 1870 - Managua, 23 de febrero de 1945) fue un profesor, periodista, militar, aristócrata y político nicaragüense, Presidente de Nicaragua entre el 1 de enero de 1929 hasta el 1 de enero de 1933.

## Biografía
Fue un nicaragüense con ascendencia austríaca y español, sus padres, don Nemesio Moncada y doña Zoila Eva Mayrhauser Tapia de Moncada, de Masatepe (Masaya) y Jinotega, temporalmente se encontraban en el mencionado pueblo de su nacimiento.
Sus padres eran medianos agricultores provenientes de la aristocracia criolla española, siendo don Nemesio descendiente de don Concepción Moncada Hurtado, hondureño, ayudante del General Francisco Morazán, que residió en Ocotal, Nicaragua y siendo doña Zoila descendiente de Walter Mayrhauser, un soldado del ejército austriaco y veterano de las Guerras napoleónicas. Considerado uno de los primeros hablantes de alemán en Nicaragua, don Mayrhauser tenía una familia con una Jinotegana.
Hizo sus estudios de educación primaria en el colegio "San Carlos" de Masatepe, y los de secundaria en el Instituto Nacional de Oriente, de Granada, en tiempos del gran profesor Izaguirre, graduándose de bachiller en 1888, a los 18 años de edad.  El luego general y Presidente Moncada fue casado  en primeras nupcias, (1ro de enero de 1890) con Doña Margarita Carranza Monterrey,   con quien tuvo a Elsa, Aquiles, Elio, Hernaldo, Lesbia y Alba Moncada Carranza. De su segundo matrimonio,(1941) con Doña Josefa Reyes Gadea, tuvo a Leda Maria, Omar y Óscar Moncada Reyes, este último Presidente  de la Asamblea Nacional  of Nicaragua del 1999 al 2001.[25]
Fuera de ambos matrimonio tuvo con una dama jinotegana a un hijo,  Jorge Moncada así como una hija,  Graciela Moncada, aquella a la que dedicó un verso con sobrios y sanos consejos llenos de sabiduría y prudencia. El poema,  que tituló "Mujercita", por la corta edad que tenía cuando se lo dedicó, va a como sigue:

### Mujercita
- Se amable, pero no fácil
- Se digna, pero no orgullosa
- Ríe, pero no a carcajadas
- Mira, pero con recato
- Sé tierna, pero no flexible
- Se alegre, pero no frívola
- Conversa, pero con mesura
- Sé dulce, pero no empalagosa
- Ama, pero con cautela
- Oye, pero no siempre creas
- Se mujer, pero no muñeca.

## Guerra Constitucionalista de 1926
El 11 de noviembre de 1926 tomó posesión de la presidencia el conservador Adolfo Díaz Recinos. Hasta el fin de su mandato el 1 de enero de 1929, Díaz Recinos enfrentó la llamada Guerra Constitucionalista, con el apoyo de las tropas interventoras estadounidenses, en la que Moncada, con el grado de general, combatió en el bando liberal contra Díaz hasta que el 4 de mayo de 1927, fecha en que se acordó el cese de la guerra en Tipitapa (Managua), entre Henry L. Stimson (secretario de Estado de Estados Unidos) y José María Moncada mediante el Pacto del Espino Negro, llamado así por haberse firmado debajo de ese árbol.
El General Augusto C. Sandino fue el único general liberal que se opuso; esa fecha es conocida también como el Día de la Dignidad Nacional, por haberse iniciado la guerra nacional de Sandino contra la ocupación norteamericana de Nicaragua, fundando el Ejército Defensor de la Soberanía Nacional (EDSN) para combatir la intervención militar estadounidense.

## Presidencia
El 1 de enero de 1929, el general Moncada Tapia, bajo la protección de los marines norteamericanos, toma posesión de la presidencia, un conservador entrega el gobierno a un liberal, mientras se acrecentaban los combates en las montañas segovianas, también se incrementaban las fuerzas de ocupación y sus medios aéreos, las que junto a la recién creada Guardia Nacional (GN), combatían al Ejército Defensor de la Soberanía Nacional (EDSN).

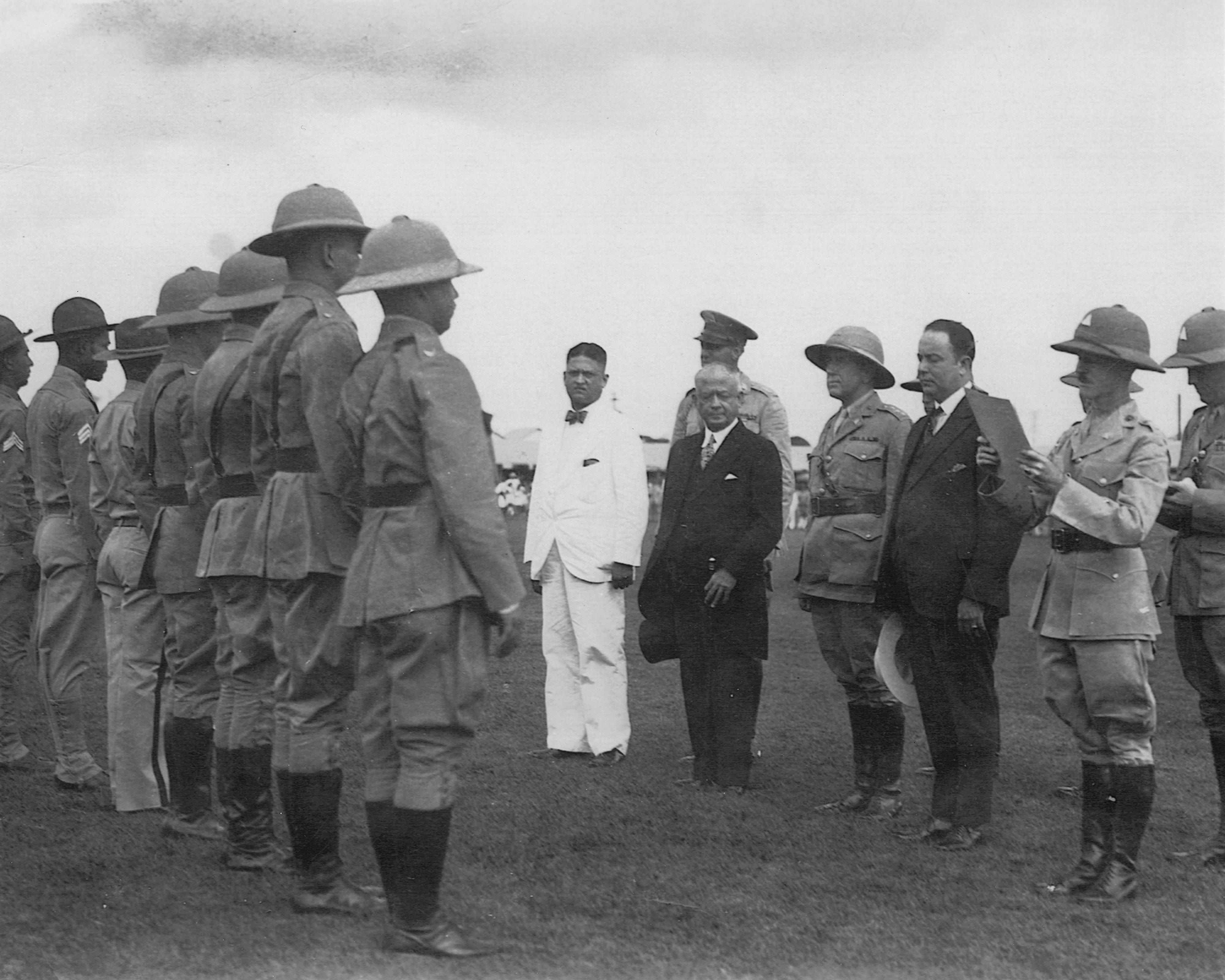
Revisión de la Marina de los EE. UU. por el presidente José María Moncada Tapia y el general Anastasio Somoza García

El mismo año Moncada empezó la construcción de la Casa Presidencial en la Loma de Tiscapa, junto al costado norte de la laguna del mismo nombre, en la capital Managua; el 4 de enero de 1931, inauguró la residencia presidencial. Casi 3 meses después sufrió algunos daños por el terremoto del Martes Santo 31 de marzo de 1931 de las 10:23 de la mañana.

## El terremoto de 1931
El sismo, de 5.8 grados en la escala Richter, que destruyó a Managua sorprendió a Moncada disfrutando las vacaciones de Semana Santa en su residencia campestre llamada Palacete de Venecia a la orilla de la laguna de Masaya. La noticia del desastre le llegó después que la información recorrió un largo periplo por los sistemas militares de radio de los marines y la Tropical Radio, también norteamericana, que informaron a Washington D. C., luego a Nueva York, llegó a San Juan del Sur en Rivas por cable y por telégrafo a Masatepe de donde salió un mensajero llevando la fatal noticia a dicho palacete.
Moncada, el mismo día por la tarde, instaló una improvisada casa Presidencial en Masatepe, siendo Masatepe la Capital de Nicaragua por un día, luego partió para la residencia de su sobrino y subsecretario de Relaciones Exteriores Anastasio Somoza García, (futuro Jefe Director de la Guardia Nacional y presidente de la república) frente a la ermita del Perpetuo Socorro, esquina opuesta al Campo de Marte; allí le llegaron las condolencias de diplomáticos y jefes de Estado, incluyendo las del Papa Pío XI, Herbert Hoover (presidente de los Estados Unidos) y las de Henry L. Stimson.
Los marines aplicaron la ley marcial, y se usó dinamita para detener el fuego del incendio. A la Casa Presidencial de La Loma, por órdenes de Moncada, se le hizo una "reparación" cosmética ocultando las bases lesionadas, razón por la cual 41 años, 8 meses y 23 días después colapsó parcialmente por el terremoto del 23 de diciembre de 1972.

## Salida del poder y fallecimiento
El 1 de enero de 1933 le entregó la presidencia al Doctor Juan Bautista Sacasa en Managua, en un acto público, obtuvo el 84 por ciento de los votos, a los pocos días las fuerzas de ocupación se marcharon, el 2 de febrero se firmó un convenio de paz con el general Augusto C. Sandino, en la Casa Presidencial. Un año después, el 21 de febrero de 1934 se tendría la afrenta del Jefe Director de la Guardia Nacional, general Anastasio Somoza García que asesinó al general Sandino, a su hermano Sócrates y a los generales Juan Pablo Umanzor y Francisco Estrada.
Falleció en Managua, el 23 de febrero de 1945, siendo sepultado en la Rotonda de las Personas Ilustres del Cementerio General (u Occidental) de la capital.

## Legado
Durante su administración, se inició la contaminación del lago Xolotlán en 1929 y el Congreso Nacional de Nicaragua reconoció el Tratado Esguerra-Bárcenas en 1930.
El historiador Alberto Vogl Baldizón, contó que en 1929, el presidente Moncada le respondió: "el que come un nacatamal no pregunta lo que ha comido el chancho " cuando le preguntó: "Presidente, ¿echar las aguas negras al lago Xolotlán no va a hacer que los Managuas dejen de comer peces del lago?"